# Maria Mutola
Maria de Lurdes Mutola (Maputo, Mozambik, 27. listopada 1972.) je srednjeprugašica iz Mozambika, osvajačica zlatne medalje na Olimpijskim igrama u Sydneyu 2000. godine.
Mutola se specijalizirala za disciplinu 800 m, na kojoj je dominirala 1990-ih te 2000-ih. Tijekom tog vremena rijetko je gubila utrke u svojoj disciplini, te je između ostalih dosega četiri puta bila svjetska prvakinja na otvorenom, te impozantnih sedam puta zlatna na svjetskim dvoranskim prvenstvima. Zbog svoje dugotrajnosti i dominacije može se smatrati da je Mutola jedna od najboljih srednjeprugašica svih vremena.

## Nastupi na Olimpijskim igrama
Mutola je prvi puta nastupila na OI već s 15 godina, na Igrama u Seulu 1988. godine, tada bez zapaženijeg rezultata. Na Igrama u Barceloni 1992. je završila kao peta, iako je bila jedina 800-metrašica koja je ranije te godine pobijedila tadašnju pobjednicu Ellen van Langen. Na Igre u Atlanti je došla kao veliki favorit, jer je imala niz od preko 40 pobjeda na dionicama 800 i 1000 m. Ipak, pod povišenom temperaturom uzrokovanoj prehladom, uspjela je doći 'samo' do trećeg mjesta i brončane medalje. Očekivano zlato je konačno stiglo na Igrama u Sydneyu 2000. godine, dok je na Igrama u Ateni 2004. godine osvojila četvrto mjesto, te je tada pobjedu morala priznati svojoj trening partnerici Kelly Holmes.

## Vanjske poveznice
- Službena stranica  Arhivirana inačica izvorne stranice od 25. ožujka 2008. (Wayback Machine) (engleski)
- Maria Mutola na sporting-heroes.net
- Službena stranica Fundação Lurdes Mutola (portugalski)